# Sea Dragon (ракета)

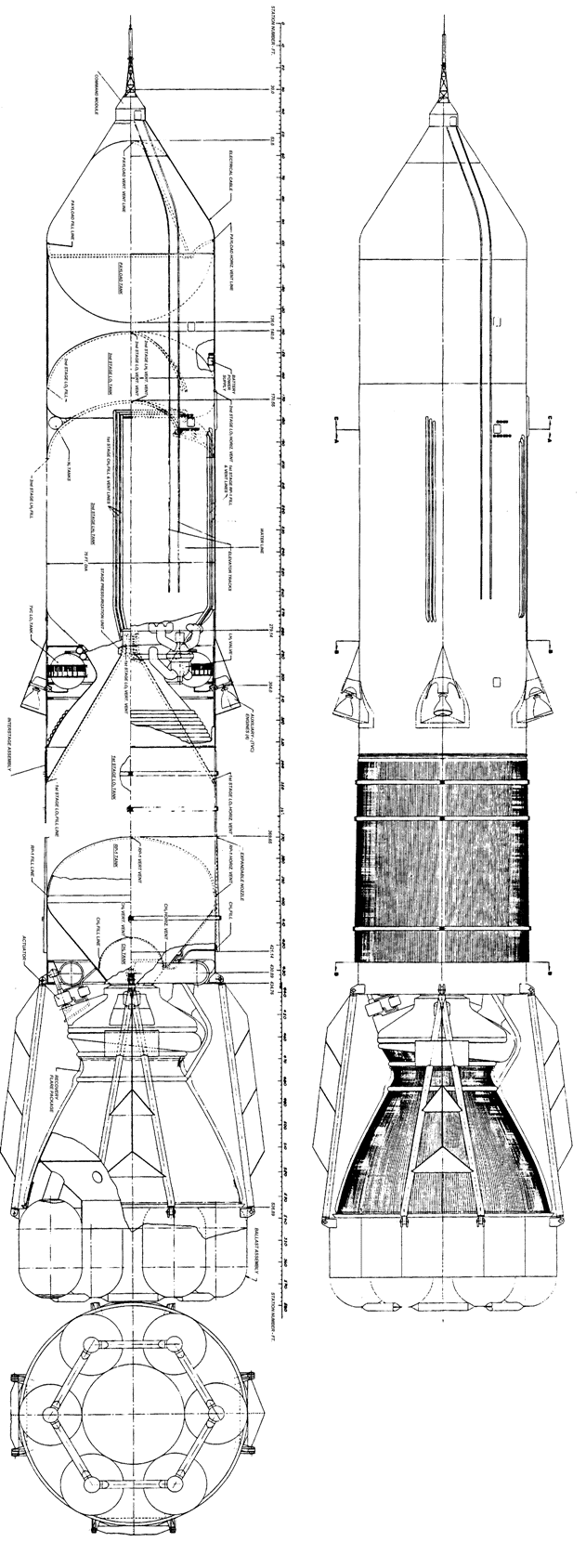
Внешний и внутренний вид Sea Dragon. Показан балластный резервуар, установленный на двигателе первой ступени. Космический аппарат, подобный орбитальному кораблю «Аполлон», установлен сверху.

Sea Dragon (с англ. — «Морской Дракон») — гипотетический проект 1962 года по созданию двухступенчатой сверхтяжёлой ракеты-носителя морского базирования. Проект возглавил Роберт Труакс (англ. Robert Truax) во время его работы в Aerojet; одна из созданных им конструкций представляла собой ракету, запускаемую из свободно плавающего в океане положения. Несмотря на некоторый интерес НАСА и Todd Shipyards к проекту, он не состоялся. Отдел будущих проектов НАСА был закрыт в середине 1960-х годов. При длине 150 м и диаметре 23 м, Sea Dragon был бы крупнейшей ракетой из когда-либо построенных.

## Описание
Основная идея Труакса состояла в создании дешёвого тяжёлого носителя, теперь называемого «большой глупый носитель». Чтобы снизить стоимость запуска, ракета должна была самостоятельно стартовать из океана при минимуме систем поддержки. Система больших балластных резервуаров присоединялась к нижней части двигателя первой ступени, чтобы поддерживать ракету в вертикальном положении. В этой ориентации полезная нагрузка сверху второй ступени находилась немного выше ватерлинии, что обеспечивало лёгкий доступ к ней. Труакс уже экспериментировал с этой системой при разработке конструкций ракет Sea Bee и Sea Horse. Чтобы снизить стоимость самой ракеты, Труакс планировал построить её из дешёвых материалов, в частности 8-миллиметровых стальных листов. Ракета должна была строиться на судостроительной верфи на берегу моря и буксироваться к месту пуска.
Первая ступень должна была иметь один сверхмощный двигатель, работающий на топливной паре RP-1 (керосин) и жидкий кислород. Топливо подавалось давлением азота из баллонов (32 атмосферы для RP-1 и 17 для кислорода), что обеспечивало давление в камере сгорания 20 атмосфер при взлёте. Двигатель первой ступени работал в течение 81 секунды. К этому времени ракета достигала 40 километров высоты, 33 километров по горизонтали от места запуска и скорости 1,8 км/с. Ступень приводнялась на высокой скорости в 290 км от места пуска. Также рассматривалась возможность её спасения и повторного использования.
Вторая ступень также была оборудована одним очень большим двигателем, тягой в 6 миллионов кгс, работающем на жидком водороде и жидком кислороде. Хотя для подачи топлива также использовалось давление газов наддува из баллонов, в этом случае азот имел постоянное низкое давление в 7 атмосфер в течение всех 260 секунд работы двигателя. При отключении двигателя второй ступени ракета достигала высоты 230 километров и дальности 940 километров от места пуска. Для повышения удельного импульса двигателя расширение сопла увеличивалось от 7:1 до 27:1 с помощью соплового насадка. Общая высота ракеты несколько сокращалась благодаря тому, что «нос» первой ступени находился внутри сопла второй.
Типичная последовательность запуска должна была начинаться с ремонта ракеты и её грузовых и балластных резервуаров на берегу. При этом она заправлялась керосином RP-1 и азотом. Ракета буксировалась к месту пуска, где кислород и водород получались путём электролиза; Труакс предложил использовать атомный авианосец в качестве источника электроэнергии. Балластные резервуары, служившие также «крышкой» и защитой для двигателей первой ступени, заполнялись водой, в результате чего ракета приходила в вертикальное положение. На последних минутах происходила проверка, и ракета стартовала.
Предполагалось что ракета сможет выводить полезный груз в 550 тонн на низкую околоземную орбиту. Расходы составляли, по оценкам, от 59 до 600 долларов за килограмм, что намного ниже сегодняшней стоимости вывода полезного груза на орбиту. Корпорация TRW провела обзор программы и утвердила конструкцию и ожидаемые расходы (по-видимому, неожиданно для НАСА). Однако бюджетное давление привело к закрытию Отдела будущих проектов и окончанию работ по сверхтяжёлому носителю, предлагавшемуся для пилотируемого полёта на Марс.

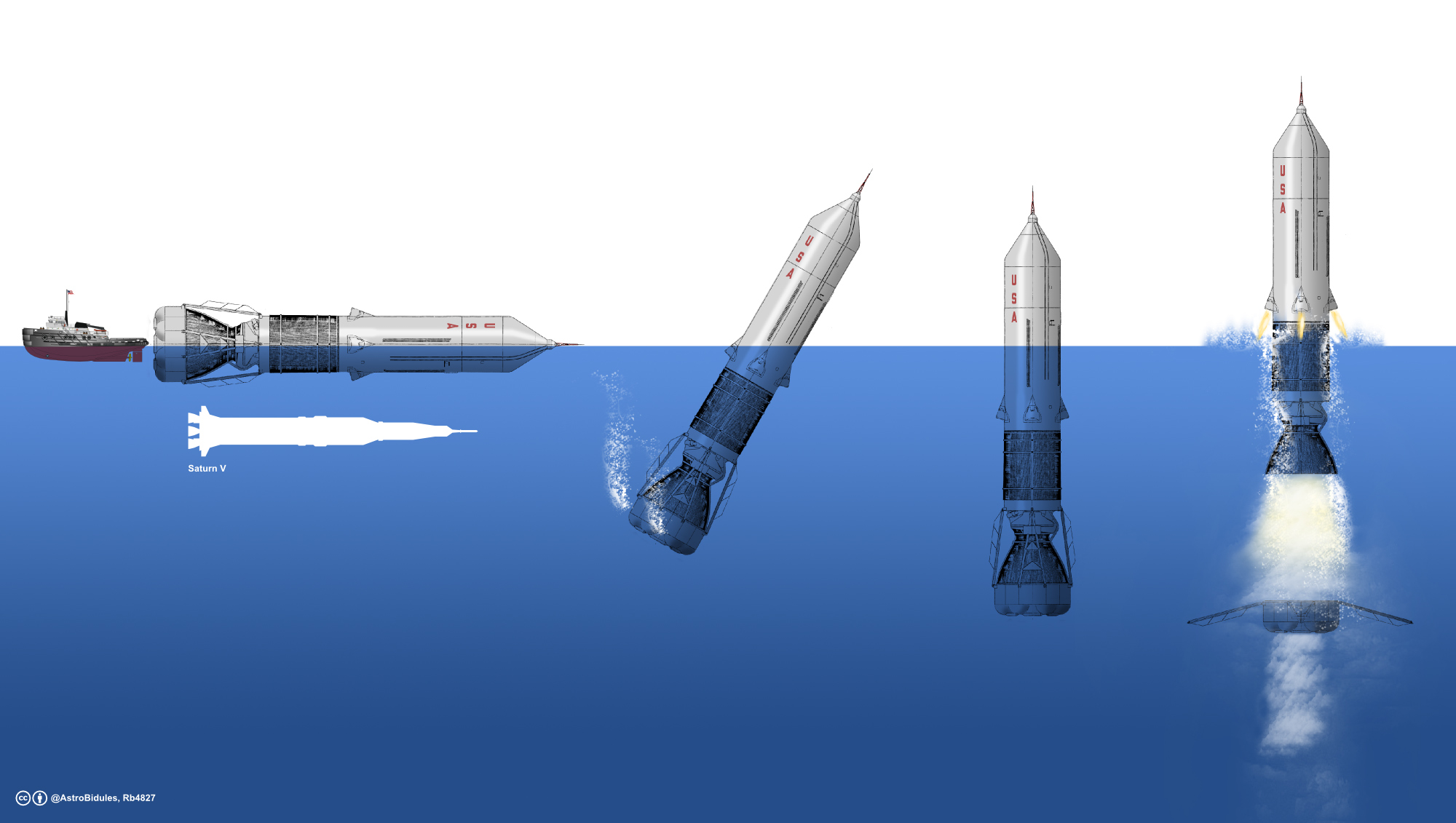
Принцип действия «Морского Дракона»

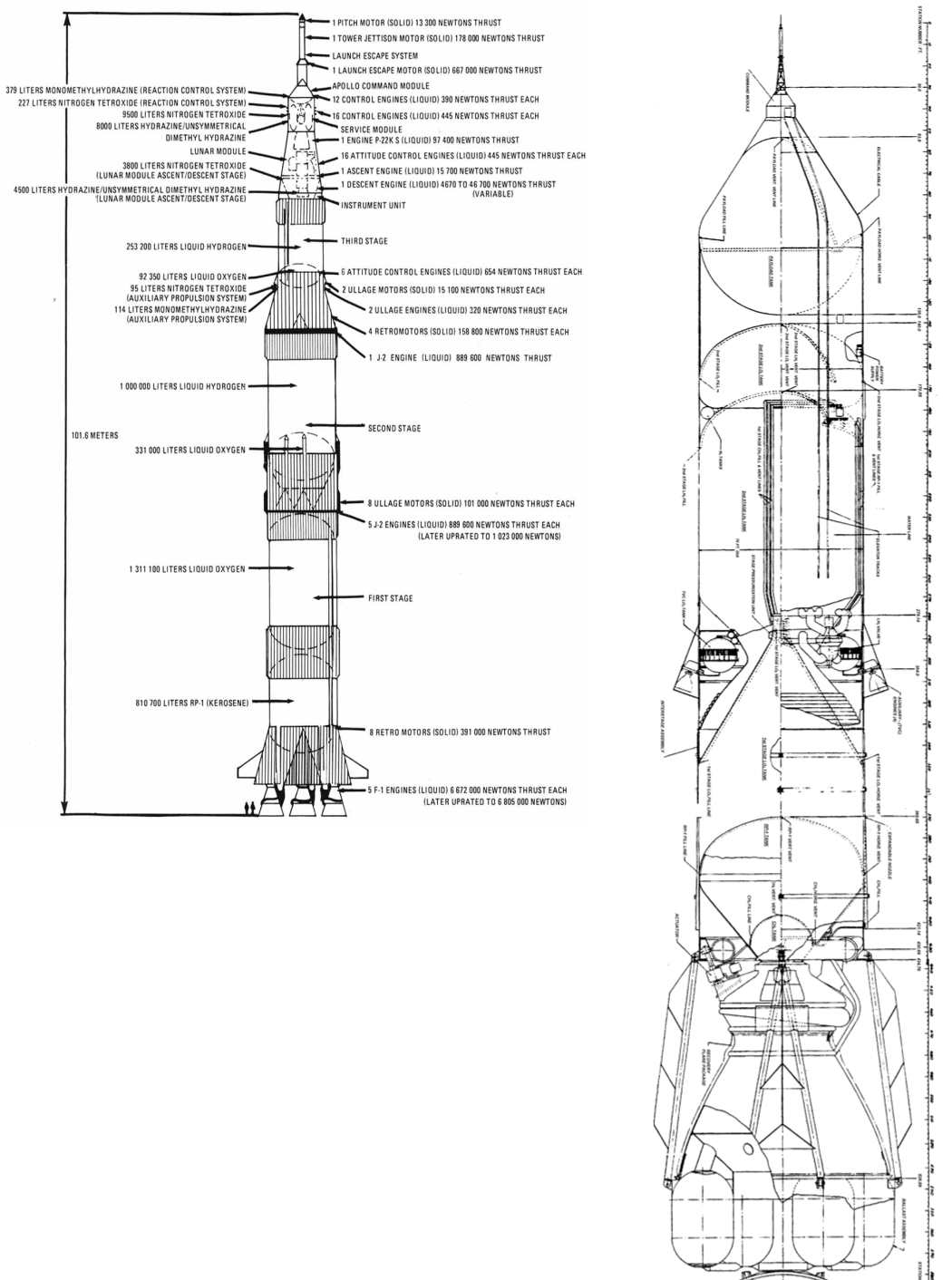
Комбинирование из двух технических чертежей НАСА, ракеты Сатурн-5 и предлагаемой ракеты Sea Dragon в одном масштабе. Сатурн V для сравнения. Вторая ступень Saturn V moжет поместиться в ракетном двигателе и сопле первой ступени Sea Dragon.

## Морской дракон в популярной культуре
«Морской дракон» появляется в финале сезона серии Apple TV+ в американском фантастическом сериале «Ради всего человечества» 2019 года. В сцене после титров, относящейся к 1983 году по альтернативной временной шкале, в которой Советский Союз высадил человека на Луну раньше Соединённых Штатов и «космическая гонка» эпохи 1960-х не закончилась, изображён «Морской дракон», запускающийся из Тихого океана, направляющийся к американской лунной колонии. Закадровый голос сообщает, что запуск в океане используется в качестве меры безопасности, поскольку полезная нагрузка включает плутоний.